# Susjitsa
Susjitsa (bulgariska: Сушица) är ett distrikt i Bulgarien.   Det ligger i kommunen Obsjtina Strazjitsa och regionen Veliko Tărnovo, i den centrala delen av landet, 210 km öster om huvudstaden Sofia.